# 足
足 (jambe, pied, être assez) est un kanji. Il fait partie des kyōiku kanji de 1re année.
Son caractère Unicode est 8DB3.
Il se lit そく (soku) en lecture on et あし (ashi) ou た (りる) (ta) en lecture kun.

## Exemples
- 足りる (tariru) : être assez.
- 足 (ashi) : pied, jambe.
- 足跡 (ashiato) : trace de pas.